# Periplaneta blattoides
Periplaneta blattoides es una especie de cucaracha perteneciente al género Periplaneta, categorizada en la familia Blattidae, orden Blattodea.

Fue descrita por primera vez en 1933 por Hanitsch. Aparece registrada y publicada en una sección de The Blattidae of Mount Kinabalu, British North Borneo. Journal of the Federated Malay States Museums, 17(2), p. 297–337 de 1933.

## Distribución
La especie se distribuye por Asia, en la isla de Borneo.